# Tüskés galóca
A tüskés galóca (Amanita echinocephala) a kalaposgombák rendjén belül a galócafélék családjába tartozó Amanita nemzetség egyik ritka gombafaja.

## Előfordulása
Az Alpoktól délre mindenütt elterjedt ez a faj. Melegebb vidékeken és az enyhébb klímájú völgyekben terem. Hazánkban július és október között fordul elő lomb- és vegyeserdőkben.

## Megjelenése
Kalapja 5–15 cm széles, középső részén elsősorban fehéres, felálló, tüskéknek tűnő szemölcsökkel borított. Idővel a gomba halványzöldes árnyalattal keveredő szürkéssárga színűre változik. A fiatal példányok kalapjának pereme csipkézett, szabálytalan szegélyűnek tűnik.
Lemezei alapján jól meghatározható galócaféle, ugyanis lemezei finomak, szorosan állóak és különböző hosszúságúak, amik a galócaféléknél ritka faji bélyegeknek számítanak. Fiatalon halvány türkiz- és tengerkék, később szürkéssárga és sárgás szürkészöld színezetűek.
A tönköt közvetlenül a lemezek alatt egy lebenyes, bordázott, lelógó gallér veszi körül. Az idő egyedek 16 (akár 20) cm magasak is lehetnek. A tönk bázisa vastag, gumószerű, alsó része pedig elvékonyodó. A többi gombához képest viszonylag mélyen, masszívan gyökerezik a talajban. Felületét ugyanolyan szemölcsök díszítik mint a kalapját. Felszíne fehéres, kissé sárgás vagy olívzöld.
Húsa hasonlít a lemezek színéhez, kicsit világosabb marad. Kellemetlen ízű és szagú.
Spóraszíne fehér vagy zöldes.

## Felhasználhatósága
Étkezési értéke ismeretlen!

Sok gombahatározó mérgező fajként írja le, hogy gyűjtésétől óva intsék az embereket. Ritkasága miatt kímélendő!

## Összetéveszthetősége
Jól és viszonylag könnyen elkülöníthető faj.

Fiatalon hasonlít hozzá a halálosan mérgező gyilkos galóca.

Idősebb korában a szikes vagy homokos legelőkön előforduló őzlábgalóca hasonlít rá, de eltérő élőhelyük miatt nem téveszthetőek össze.

## Megjegyzés
A latin neve a görög echinocephalaus szóból ered, ami sünfejűt jelent.

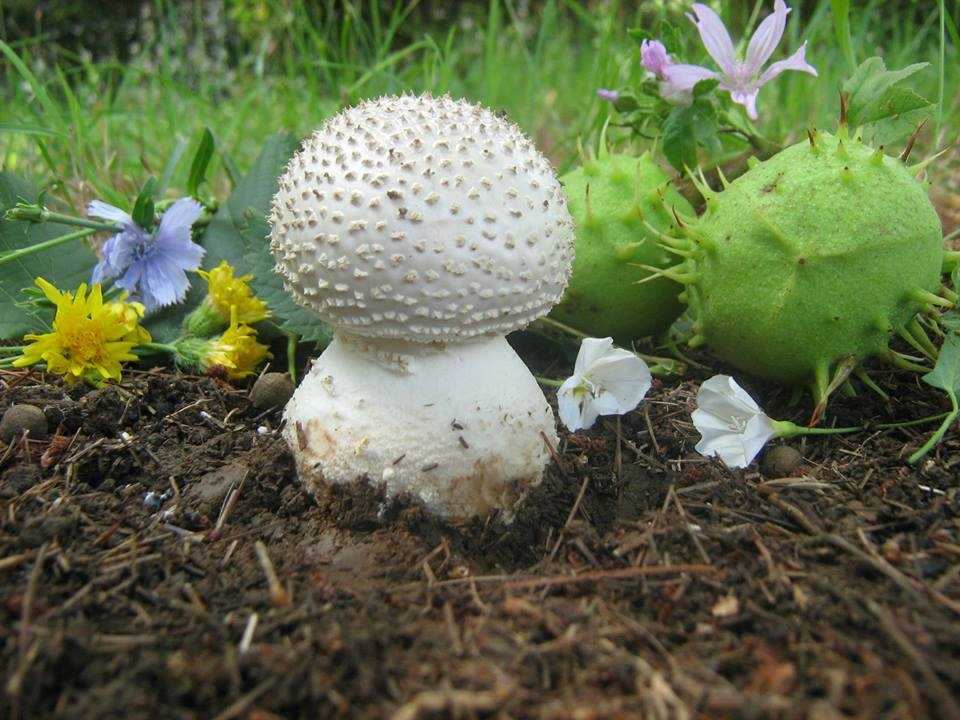
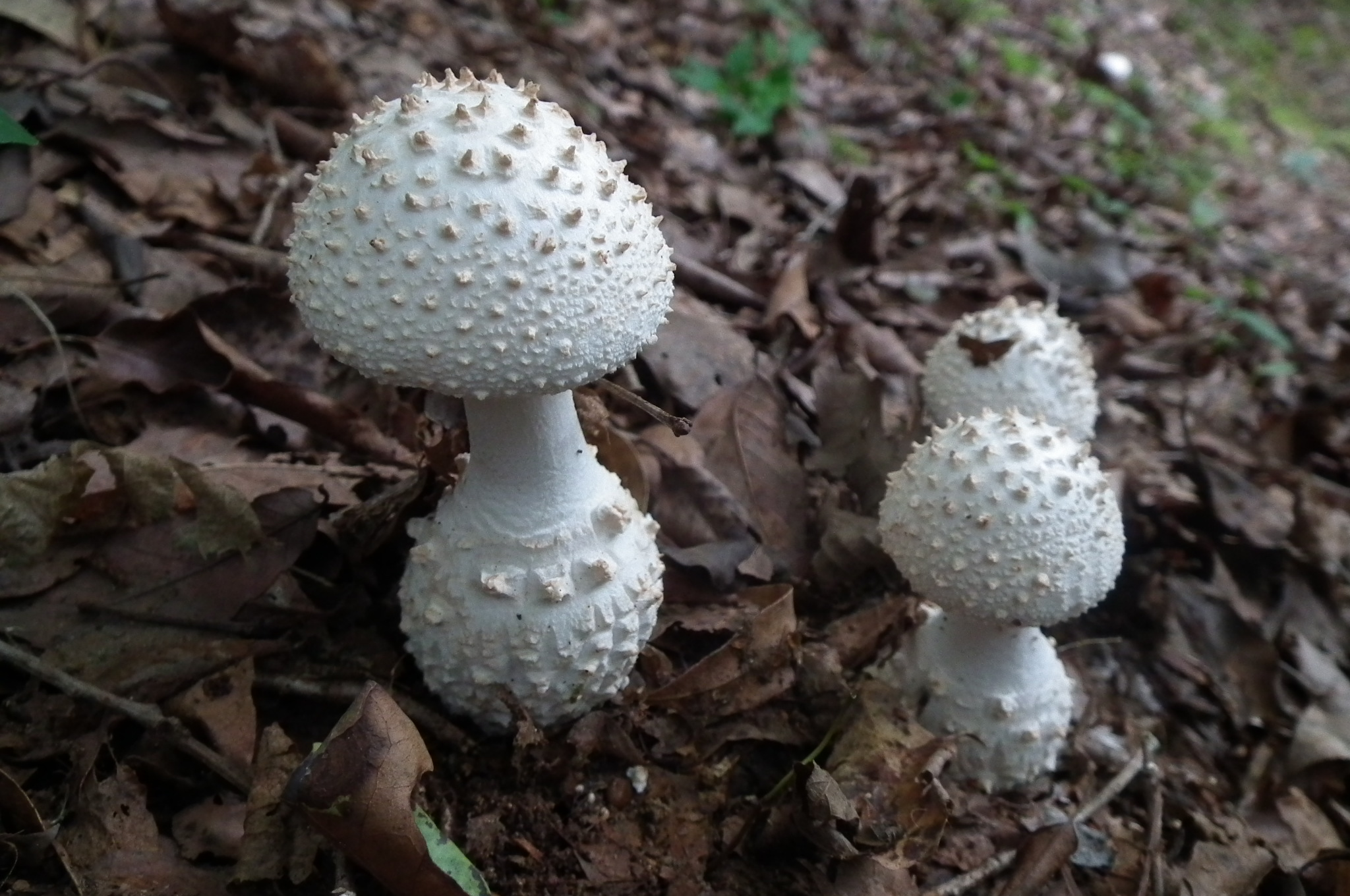
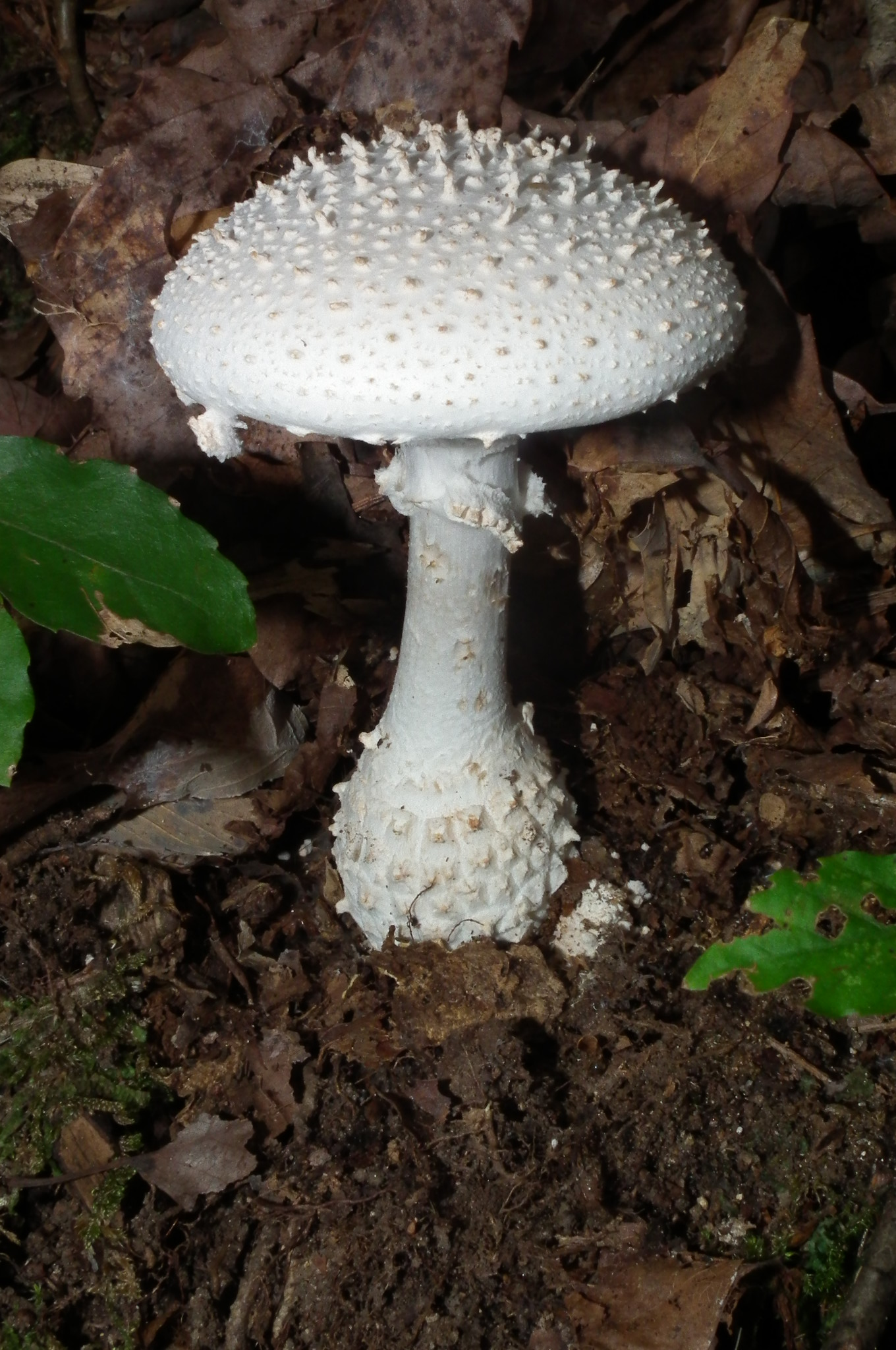
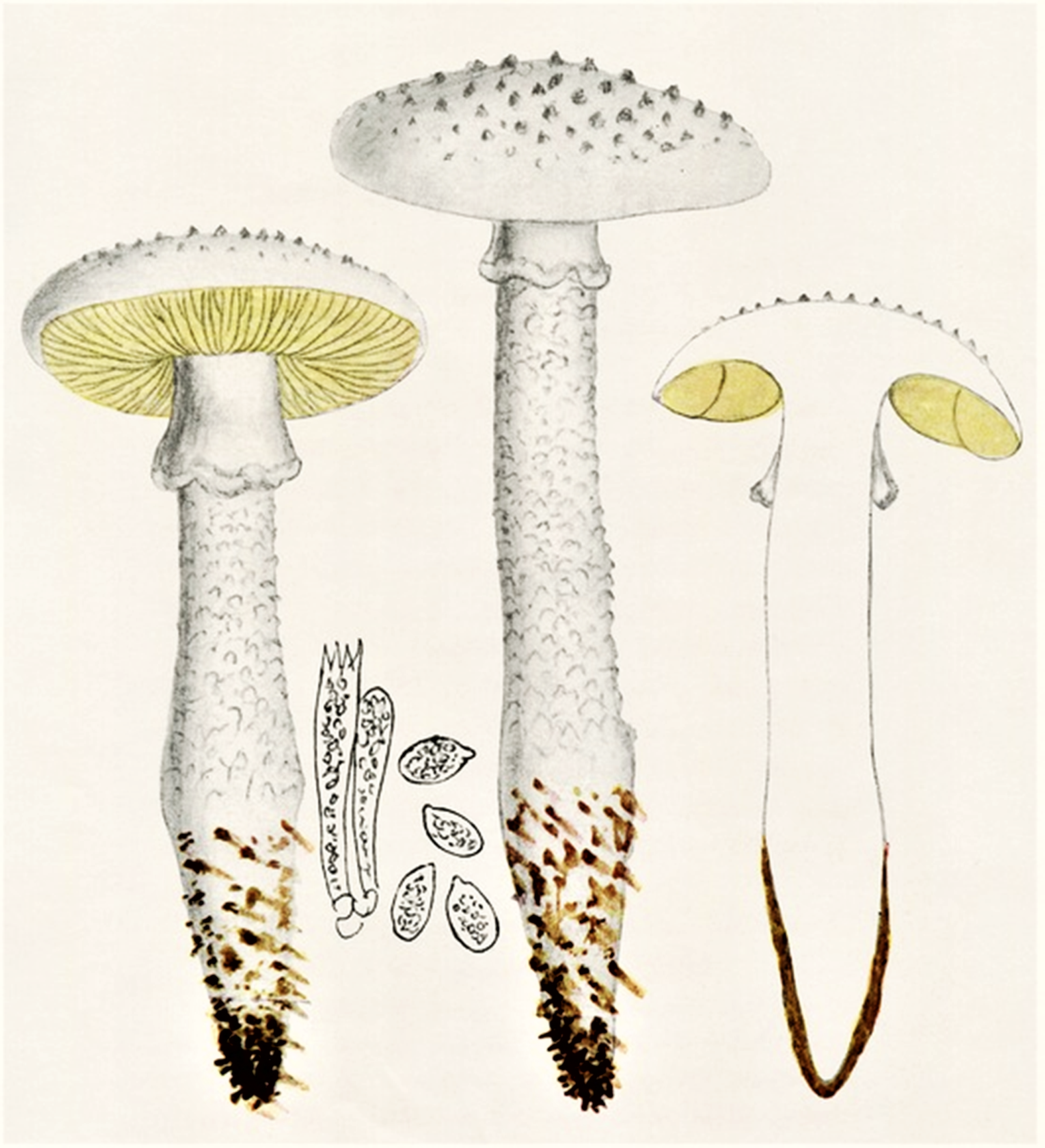